# Kanton Colombes-Nord-Est
Der Kanton Colombes-Nord-Est war von 1984 bis 2015 ein französischer Wahlkreis im Arrondissement Nanterre, im Département Hauts-de-Seine und in der Region Île-de-France.
Der Kanton bestand aus einem Teil der Stadt Colombes.

## Bevölkerungsentwicklung
| 1990   | 1999   | 2008   |
| ------ | ------ | ------ |
| 26.433 | 24.425 | 26.203 |